# Eulithis flavomacularia
Eulithis flavomacularia är en fjärilsart som beskrevs av John Henry Leech 1897. Eulithis flavomacularia ingår i släktet Eulithis och familjen mätare. Inga underarter finns listade i Catalogue of Life.